# 37P/Forbes
37P/Forbes, komet Jupiterove obitelji. 